# Altiatlasius
Altiatlasius es un género extinto de mamífero del orden de los primates, que vivió durante el Paleoceno. Su clasificación taxonómica aún genera gran controversia. Se ha sugerido que debería pertenecer a la familia de los Toliapinidae del orden Plesiadapiformes, o que debería reconocerse como un verdadero primate.